# Данієль Лаппаж
Данієль Сюзанн Лаппаж (24 вересня 1990 , Олдс, Альберта ) — канадська борчиня вільного стилю, призерка чемпіонату світу, учасниця Олімпійських ігор 2016 та 2020 років.

## Спортивні результати на міжнародних змаганнях

### Виступи на Олімпіадах
| Змагання                    | Збірна | Вагова категорія          | Місце |
| --------------------------- | ------ | ------------------------- | ----- |
| Літні Олімпійські ігри 2016 | Канада | жіноча боротьба, до 63 кг | 16    |
| Літні Олімпійські ігри 2020 | Канада | жіноча боротьба, до 68 кг | 15    |

### Виступи на Чемпіонатах світу
| Змагання                        | Збірна | Вагова категорія          | Місце  |
| ------------------------------- | ------ | ------------------------- | ------ |
| Чемпіонат світу з боротьби 2014 | Канада | жіноча боротьба, до 63 кг | 8      |
| Чемпіонат світу з боротьби 2018 | Канада | жіноча боротьба, до 65 кг | Срібло |
| Чемпіонат світу з боротьби 2019 | Канада | жіноча боротьба, до 68 кг | 9      |

### Виступи на Кубках світу
| Змагання                    | Збірна | Вагова категорія          | Місце |
| --------------------------- | ------ | ------------------------- | ----- |
| Кубок світу з боротьби 2014 | Канада | жіноча боротьба, до 63 кг | 4     |
| Кубок світу з боротьби 2018 | Канада | команда                   | 5     |

## Виступи на Іграх Співдружності
| Змагання                | Збірна | Вагова категорія          | Місце  |
| ----------------------- | ------ | ------------------------- | ------ |
| Ігри Співдружності 2014 | Канада | жіноча боротьба, до 63 кг | Золото |
| Ігри Співдружності 2018 | Канада | жіноча боротьба, до 68 кг | Срібло |

### Виступи на інших змаганнях
| Змагання                                                             | Збірна | Вагова категорія          | Місце  |
| -------------------------------------------------------------------- | ------ | ------------------------- | ------ |
| Гран-прі Німеччии з боротьби 2009                                    | Канада | жіноча боротьба, до 63 кг | 26     |
| Гран-прі Німеччии з боротьби 2010                                    | Канада | жіноча боротьба, до 63 кг | Бронза |
| Austrian Ladies Open 2010                                            | Канада | жіноча боротьба, до 63 кг | Бронза |
| New York Athletic Club International 2010                            | Канада | жіноча боротьба, до 63 кг | 4      |
| Відкритий чемпіонат Польщі з боротьби 2011                           | Канада | жіноча боротьба, до 63 кг | Бронза |
| Sunkist Kids International Open 2011                                 | Канада | жіноча боротьба, до 63 кг | Золото |
| Міжнародний меморіал Дейва Шульца 2012                               | Канада | жіноча боротьба, до 63 кг | Срібло |
| Меморіал Іона Корнеану 2012                                          | Канада | жіноча боротьба, до 63 кг | Золото |
| Кубок Канади з боротьби 2012                                         | Канада | жіноча боротьба, до 63 кг | Бронза |
| Університетський чемпіонат світу з боротьби 2012                     | Канада | жіноча боротьба, до 63 кг | Бронза |
| New York Athletic Club International 2012                            | Канада | жіноча боротьба, до 63 кг | Золото |
| United 4 Wrestling 2013                                              | Канада | жіноча боротьба, до 63 кг | Срібло |
| Austrian Ladies Open 2013                                            | Канада | жіноча боротьба, до 63 кг | Срібло |
| Всесвітні Університетські ігри 2013                                  | Канада | жіноча боротьба, до 63 кг | 11     |
| Jeux de la Francophonie 2013                                         | Канада | жіноча боротьба, до 63 кг | Золото |
| Nordhagen Classics 2013                                              | Канада | жіноча боротьба, до 63 кг | Срібло |
| Міжнародний меморіал Дейва Шульца 2014                               | Канада | жіноча боротьба, до 63 кг | Бронза |
| Klippan Lady Open 2014                                               | Канада | жіноча боротьба, до 63 кг | 12     |
| Гран-прі Німеччии з боротьби 2014                                    | Канада | жіноча боротьба, до 63 кг | 12     |
| Austrian Ladies Open 2014                                            | Канада | жіноча боротьба, до 63 кг | Золото |
| Університетський чемпіонат світу з боротьби 2014                     | Канада | жіноча боротьба, до 63 кг | Золото |
| Міжнародний меморіал Білла Фаррелла 2015                             | Канада | жіноча боротьба, до 63 кг | Бронза |
| Тестовий турнір UWW 2016                                             | Канада | жіноча боротьба, до 63 кг | Золото |
| Київський Міжнародний турнір з боротьби 2016                         | Канада | жіноча боротьба, до 63 кг | Срібло |
| Klippan Lady Open 2016                                               | Канада | жіноча боротьба, до 63 кг | Бронза |
| Гран-прі Німеччии з боротьби 2016                                    | Канада | жіноча боротьба, до 63 кг | Золото |
| Klippan Lady Open 2018                                               | Канада | жіноча боротьба, до 68 кг | Золото |
| Київський Міжнародний турнір з боротьби 2018                         | Канада | жіноча боротьба, до 68 кг | Золото |
| Кубок Канади з боротьби 2018                                         | Канада | жіноча боротьба, до 68 кг | Золото |
| Гран-прі Іспанії з боротьби 2018                                     | Канада | жіноча боротьба, до 68 кг | Бронза |
| Відкритий чемпіонат Польщі з боротьби 2018                           | Канада | жіноча боротьба, до 65 кг | Золото |
| Гран-прі Німеччии з боротьби 2019                                    | Канада | жіноча боротьба, до 68 кг | Срібло |
| Турнір міста Сассарі з боротьби 2019                                 | Канада | жіноча боротьба, до 68 кг | Срібло |
| Кубок Канади з боротьби 2019                                         | Канада | жіноча боротьба, до 68 кг | Золото |
| Турнір Яшара Догу 2019                                               | Канада | жіноча боротьба, до 68 кг | Срібло |
| Відкритий чемпіонат Польщі з боротьби 2019                           | Канада | жіноча боротьба, до 68 кг | Срібло |
| Міжнародний меморіал Білла Фаррелла 2019                             | Канада | жіноча боротьба, до 68 кг | Золото |
| Турнір Маттео Пелліцоне 2020                                         | Канада | жіноча боротьба, до 68 кг | Бронза |
| Панамериканський олімпійський кваліфікаційний турнір з боротьби 2020 | Канада | жіноча боротьба, до 68 кг | Золото |
| Відкритий чемпіонат Польщі з боротьби 2021                           | Канада | жіноча боротьба, до 68 кг | 5      |

### Виступи на змаганнях молодших вікових груп
| Змагання                                                 | Збірна | Вагова категорія          | Місце  |
| -------------------------------------------------------- | ------ | ------------------------- | ------ |
| Панамериканський чемпіонат з боротьби серед кадетів 2007 | Канада | жіноча боротьба, до 60 кг | Золото |
| Чемпіонат світу з боротьби серед юніорів 2009            | Канада | жіноча боротьба, до 63 кг | 8      |
| Чемпіонат світу з боротьби серед юніорів 2010            | Канада | жіноча боротьба, до 63 кг | Золото |